# 上顎犬歯
上顎犬歯（じょうがく けんし、英語: maxillary canine）は、上顎歯列で側切歯の遠心側に隣接する歯のこと。
正中から3番目にあることから「上顎第三歯」、略して「上顎三番」とも言う。
近心側隣接歯：上顎側切歯
遠心側隣接歯：上顎第一小臼歯
対合歯：下顎犬歯と下顎第一小臼歯
ヒトの場合、歯冠が完成するのは6〜7歳時であるが、萌出は11〜12歳と遅い。歯根完成は12〜15歳の頃である。
萌出が周囲の歯よりも遅いため、萌出するスペースが残っていないことがあり、この場合、唇側転移をすることが多い。これを一般に「八重歯（やえば）」と呼ぶ。

## 関連事象
ヒト以外の動物の上顎犬歯については、別項「牙」および「犬歯」を参照のこと。